# Commanderie Saint-Antoine-de-la-Lande
La commanderie Saint-Antoine-de-la-Lande est un établissement antonin située à Saint-Marc-la-Lande en Deux-Sèvres.

## Histoire de la commanderie

### Fondation
Une chapelle dédiée à saint Vaize est donnée en 1260 et mise sous la dépendance de la commanderie générale de Bouthier (actuellement Boutiers-Saint-Trojan près de Cognac).
Le commandeur François de Tournon (1489-1562), archevêque d'Embrun, puis cardinal et abbé général de l'ordre antonin en 1542 fait reconstruire l'église.

### Guerres, pillages et destructions
Les destructions des guerres de Religion sont continuées par Louis de Lezignac.
En 1654, l'établissement d'une maison régulière se décide et en 1659 le supérieur de la commanderie, Antoine Caron passe des marchés pour des travaux.

### Changement d'obédience
Elle passe à l'ordre de Saint-Jean de Jérusalem en 1777.
Après la révolution, l'église ne sera rendue au culte qu'en 1844 après des travaux de restauration des voûtes.

## Architecture de la commanderie

### L’église
C'est un édifice rectangulaire de quatre travées à croisées d'ogives. Elle a été écourtée par un mur qui la sépare d'une sacristie.
Il ne subsiste qu'une chapelle rectangulaire à voûte d'ogive à clé renaissance. Les autres annexes sont ruinées.
La façade occidentale de l'église est marqué de sculptures de style flamboyant restaurées à plusieurs reprises.

### Les bâtiments monastiques
Ils ont été très remaniés au XVIIIe siècle puis au XIXe siècle.
Du cloître il reste une travée qui se prolonge par un passage couvert.
Un escalier à vis donne accès au premier étage et trois arcades gothiques marquent l'emplacement de la salle capitulaire.

## Patrimoine, revenus
- Chapelle Saint-Guérin et Saint-Eutrope, édifié en terre de Tholgoet, en la paroisse de Ploekaer au diocèse de Cornouailles, donnée par Maurice du Maine, seigneur de Tholgoet en 1486[3]

## Activité auXXIesiècle
Les restes de la commanderie sont inscrits au titre des monuments historiques par arrêté du 25 février 1929.
La Commanderie des Antonins, patrimoine communal est maintenant un lieu d'activité culturel. Il est animé par une association locale : « la Maison du Patrimoine ».